# Persone di nome Martina
| Questa pagina contiene informazioni ricavate automaticamente dalle voci biografiche con l'ausilio del template Bio e di un bot. L'aggiornamento è periodico e automatico e ricostruisce completamente la pagina. Se manca una persona in questa lista, sei pregato di non aggiungerla, ma accertati piuttosto che la sua voce biografica contenga il template Bio e che i dati anagrafici siano correttamente compilati. Se il template Bio manca, inseriscilo tu stesso o, in alternativa, metti l'avviso {{tmp\|Bio}} che ne segnala la mancanza. Se i dati riportati sono sbagliati, correggi direttamente la voce biografica; le modifiche saranno visibili in questa lista entro pochi giorni. Per chiarimenti vedi il progetto antroponimi. La lista contiene solo le 194 persone che sono citate nell'enciclopedia e per le quali è stato implementato correttamente il template Bio. Pagina aggiornata al 22 lug 2025. |

Questa è una lista di persone presenti nell'enciclopedia che hanno il nome Martina, suddivise per attività principale.

## Allenatrici di calcio(1)
- Martina Voss-Tecklenburg, allenatrice di calcio e ex calciatrice tedesca (Duisburg, n. 1967)

## Allenatrici di tennis(2)
- Martina Hingis, allenatrice di tennis e ex tennista slovacca (Košice, n. 1980)
- Martina Navrátilová, allenatrice di tennis e ex tennista cecoslovacca (Řevnice, n. 1956)

## Arbitri di calcio a 5(1)
- Martina Piccolo, arbitro di calcio a 5 italiano (Cittadella, n. 1988)

## Arrampicatrici(1)
- Martina Cufar, arrampicatrice slovena (Jesenice, n. 1977)

## Artiste marziali(1)
- Martina Porcile, artista marziale italiana

## Astiste(1)
- Martina Strutz, astista tedesca (Schwerin, n. 1981)

## Atlete paralimpiche(3)
- Martina Caironi, atleta paralimpica italiana (Alzano Lombardo, n. 1989)
- Martina Kniezková, atleta paralimpica ceca (Havířov, n. 1975 - † 2015)
- Martina Willing, atleta paralimpica, fondista e biatleta tedesca (Pasewalk, n. 1959)

## Attrici(13)
- Martina Cariddi, attrice spagnola (Madrid, n. 2001)
- Martina Carletti, attrice italiana (Roma, n. 1986)
- Martina Codecasa, attrice e ex modella italiana (Milano, n. 1987)
- Martina Colombari, attrice, conduttrice televisiva e ex modella italiana (Riccione, n. 1975)
- Martina García, attrice e ex modella colombiana (Bogotà, n. 1981)
- Martina Gatti, attrice italiana (Roma, n. 1996)
- Martina Gedeck, attrice tedesca (Monaco di Baviera, n. 1961)
- Martina Gusmán, attrice e produttrice cinematografica argentina (Buenos Aires, n. 1978)
- Martina Melani, attrice italiana (Firenze, n. 1977)
- Martina Merlino, attrice italiana (Roma, n. 1989)
- Martina Pinto, attrice italiana (Mombasa, n. 1989)
- Martina Scrinzi, attrice italiana (Rovereto, n. 1997)
- Martina Stella, attrice e modella italiana (Firenze, n. 1984)

## Attrici pornografiche(2)
- Martina Warren, ex attrice pornografica britannica (Romford, n. 1983)
- Tarra White, attrice pornografica ceca (Ostrava, n. 1987)

## Bassiste(1)
- Tina Weymouth, bassista, compositrice e produttrice discografica statunitense (Coronado, n. 1950)

## Biatlete(4)
- Martina Beck, ex biatleta tedesca (Garmisch-Partenkirchen, n. 1979)
- Martina Halinárová, ex biatleta slovacca (Dolný Kubín, n. 1973)
- Martina Stede, ex biatleta tedesca
- Martina Zellner, ex biatleta tedesca (Traunstein, n. 1974)

## Bobbiste(1)
- Martina Fontanive, bobbista, ex lunghista e ex velocista svizzera (n. 1986)

## Calciatrici(21)
- Martina Ambrosi, calciatrice italiana (Biella, n. 1994)
- Martina Battocchio, ex calciatrice italiana (Zevio, n. 1995)
- Martina Borg, calciatrice maltese (n. 1996)
- Martina Brunello, calciatrice italiana (Carisolo, n. 1997)
- Martina Brustia, calciatrice italiana (Novara, n. 1998)
- Martina Ceccarelli, calciatrice italiana (Perugia, n. 1997)
- Martina Cortesi, ex calciatrice italiana (Treviglio, n. 1984)
- Martina Di Bari, calciatrice italiana (Bari, n. 2002)
- Martina Fusini, calciatrice italiana (Fiesole, n. 1996)
- Martina Gelmetti, calciatrice italiana (Verona, n. 1995)
- Martina Lenzini, calciatrice italiana (Fanano, n. 1998)
- Martina Menegoni, calciatrice italiana (Cavalese, n. 1993)
- Martina Moser, ex calciatrice svizzera (Burgdorf, n. 1986)
- Martina Müller, ex calciatrice tedesca (Kassel, n. 1980)
- Martina Piazza, calciatrice italiana (n. 1995)
- Martina Piemonte, calciatrice italiana (Ravenna, n. 1997)
- Martina Rosucci, calciatrice italiana (Torino, n. 1992)
- Martina Tomaselli, calciatrice italiana (Trento, n. 2001)
- Martina Toniolo, calciatrice italiana (Biella, n. 2001)
- Martina Zamboni, calciatrice italiana (n. 1996)
- Martina Zanoli, calciatrice italiana (Treviglio, n. 2002)

## Canoiste(1)
- Martina Bischof, ex canoista tedesca (n. 1957)

## Canottiere(2)
- Martina Orzan, ex canottiera italiana (Trieste, n. 1971)
- Martina Schröter, ex canottiera tedesca (Weimar, n. 1960)

## Cantanti(8)
- Martina Bárta, cantante ceca (Praga, n. 1988)
- Tina, cantante slovacca (Prešov, n. 1984)
- Martina Linn, cantante svizzera (La Punt Chamues-ch, n. 1991)
- Martina Majerle, cantante croata (Fiume, n. 1980)
- Martina Šindlerová, cantante slovacca (Bratislava, n. 1988)
- Martina Sorbara, cantante canadese (Toronto, n. 1978)
- Martina Stoessel, cantante e attrice argentina (Buenos Aires, n. 1997)
- Martina von Trapp, cantante austriaca (Klosterneuburg, n. 1921 - Stowe, † 1951)

## Cantautrici(4)
- Martina Király, cantautrice e compositrice ungherese (Budapest, n. 1971)
- Martina McBride, cantautrice statunitense (Sharon, n. 1966)
- Cmqmartina, cantautrice italiana (Monza, n. 1999)
- Martina Topley-Bird, cantautrice e pianista britannica (St Pancras, n. 1975)

## Cestiste(22)
- Martina Babková, ex cestista cecoslovacca (Děčín, n. 1950)
- Martina Bestagno, cestista italiana (Sanremo, n. 1990)
- Martina Bobrovská, ex cestista ceca (Brno, n. 1970)
- Martina Capoferri, cestista italiana (Crema, n. 1991)
- Martina Crippa, cestista italiana (Sesto San Giovanni, n. 1989)
- Martina Cristofani, ex cestista italiana (Umbertide, n. 1996)
- Martina Fassina, ex cestista italiana (Venezia, n. 1988)
- Martina Fassina, cestista italiana (Castelfranco Veneto, n. 1999)
- Martina Godályová, ex cestista slovacca (Šaľa, n. 1975)
- Martina Gyurcsi, ex cestista e allenatrice di pallacanestro slovacca (Lučenec, n. 1977)
- Martina Jerant, ex cestista canadese (Windsor, n. 1974)
- Martina Kacerik, cestista italiana (Segrate, n. 1996)
- Martina Kehrenberg, ex cestista tedesca (Wuppertal, n. 1966)
- Martina Kiššová, ex cestista slovacca (Bratislava, n. 1993)
- Martina Liptáková, ex cestista cecoslovacca (Slaný, n. 1965)
- Martina Pechová, ex cestista ceca (Praga, n. 1977)
- Martina Reichelt, ex cestista tedesca (n. 1949)
- Martina Rejchová, ex cestista ceca (Mariánské Lázně, n. 1983)
- Martina Sandri, ex cestista italiana (Schio, n. 1988)
- Martina Spinelli, cestista italiana (Lecco, n. 2002)
- Martina Stålvant, ex cestista svedese (Västerled, n. 1989)
- Martina Weber, ex cestista tedesca (Treviri, n. 1982)

## Cicliste su strada(1)
- Martina Alzini, ciclista su strada e pistard italiana (Legnano, n. 1997)

## Comiche(1)
- Martina Hill, comica, attrice e doppiatrice tedesca (Berlino Ovest, n. 1974)

## Conduttrici televisive(2)
- Martina Panagia, conduttrice televisiva italiana (Roma, n. 1985)
- Martina Šimkovičová, conduttrice televisiva e politica slovacca (Modra, n. 1971)

## Coreografe(1)
- Martina Nadalini, coreografa, ex ballerina e ex ginnasta italiana (Genova, n. 1982)

## Critiche d'arte(1)
- Martina Cavallarin, critica d'arte e saggista italiana (Venezia, n. 1966)

## Danzatrici(1)
- Martina Arduino, danzatrice italiana (Moncalieri, n. 1996)

## Dirigenti sportivi(1)
- Martina Capelli, dirigente sportivo e ex calciatrice italiana (Parma, n. 1992)

## Discobole(1)
- Martina Hellmann, ex discobola tedesca (Lipsia, n. 1960)

## Doppiatrici(1)
- Martina Felli, doppiatrice italiana (San Marcello Pistoiese, n. 1987)

## Fondiste(1)
- Martina Di Centa, fondista italiana (Tolmezzo, n. 2000)

## Giavellottiste(1)
- Martina Ratej, giavellottista slovena (Loče, n. 1981)

## Ginnaste(5)
- Martina Basile, ex ginnasta italiana (Roma, n. 2002)
- Martina Centofanti, ex ginnasta italiana (Roma, n. 1998)
- Martina Maggio, ginnasta italiana (Monza, n. 2001)
- Martina Rizzelli, ex ginnasta italiana (Como, n. 1998)
- Martina Santandrea, ex ginnasta italiana (Bentivoglio, n. 1999)

## Giocatrici di calcio a 5(1)
- Martina Mencaccini, giocatrice di calcio a 5 e ex calciatrice italiana (Urbino, n. 1987)

## Hockeiste su prato(1)
- Martina Cavallero, hockeista su prato argentina (Morón, n. 1990)

## Imperatrici(1)
- Martina, imperatrice bizantina (Rodi)

## Lottatrici(1)
- Martina Kuenz, lottatrice austriaca (Innsbruck, n. 1994)

## Lunghiste(1)
- Martina Lorenzetto, lunghista italiana (Treviso, n. 1992)

## Marciatrici(1)
- Martina Gabrielli, ex marciatrice italiana (Trescore Balneario, n. 1986)

## Martelliste(1)
- Martina Hrašnová, martellista slovacca (Bratislava, n. 1983)

## Mezzofondiste(1)
- Martina Merlo, mezzofondista e siepista italiana (Torino, n. 1993)

## Modelle(3)
- Martina Klein, modella, comica e conduttrice televisiva argentina (Buenos Aires, n. 1976)
- Martina Sambucini, modella italiana (Marino, n. 2001)
- Martina Thorogood, modella venezuelana (Valencia, n. 1975)

## Mountain biker(1)
- Martina Berta, mountain biker italiana (Torino, n. 1998)

## Nobili(1)
- Santa Martina, nobile romana

## Nuotatrici(6)
- Martina Rita Caramignoli, nuotatrice italiana (Rieti, n. 1991)
- Martina Carraro, nuotatrice italiana (Genova, n. 1993)
- Martina De Memme, nuotatrice italiana (Livorno, n. 1991)
- Martina Grimaldi, nuotatrice italiana (Bologna, n. 1988)
- Martina Grunert, ex nuotatrice tedesca (Lipsia, n. 1949)
- Martina Moravcová, ex nuotatrice slovacca (Piešťany, n. 1976)

## Pallamaniste(1)
- Martina Puglisi, ex pallamanista italiana (Siracusa, n. 1985)

## Pallanuotiste(2)
- Martina Miceli, ex pallanuotista e allenatrice di pallanuoto italiana (Roma, n. 1973)
- Martina Savioli, pallanuotista italiana (Piove di Sacco, n. 1990)

## Pallavoliste(8)
- Martina Armini, pallavolista italiana (Marino, n. 2002)
- Martina Balboni, pallavolista italiana (Modena, n. 1991)
- Martina Boscoscuro, ex pallavolista italiana (San Donà di Piave, n. 1988)
- Martina Bracchi, pallavolista italiana (Piacenza, n. 2002)
- Martina Ferrara, pallavolista italiana (Avellino, n. 1999)
- Martina Guiggi, ex pallavolista italiana (Pisa, n. 1984)
- Martina Schwarz, ex pallavolista e ex giocatrice di beach volley tedesca (Parchim, n. 1960)
- Martina Šamadan, pallavolista croata (Spalato, n. 1993)

## Pattinatrici di short track(1)
- Martina Valcepina, pattinatrice di short track italiana (Sondalo, n. 1992)

## Pattinatrici di velocità su ghiaccio(1)
- Martina Sáblíková, pattinatrice di velocità su ghiaccio e ciclista su strada ceca (Nové Město na Moravě, n. 1987)

## Pianiste(1)
- Martina Filjak, pianista croata (Zagabria, n. 1978)

## Pistard(1)
- Martina Fidanza, pistard e ciclista su strada italiana (Ponte San Pietro, n. 1999)

## Politiche(8)
- Martina Anderson, politica irlandese (Bogside, n. 1962)
- Martina Dlabajová, politica ceca (Zlín, n. 1976)
- Martina Loss, politica italiana (Trieste, n. 1975)
- Martina Lubyová, politica e economista slovacca (Bratislava, n. 1967 - † 2023)
- Martina Nardi, politica italiana (Carrara, n. 1973)
- Martina Parisse, politica italiana (Jesi, n. 1984)
- Martina Semenzato, politica, dirigente d'azienda e dirigente sportiva italiana (Spinea, n. 1973)
- Tineke Strik, politica olandese (Alphen, n. 1961)

## Saltatrici con gli sci(1)
- Martina Ambrosi, saltatrice con gli sci italiana (n. 2001)

## Schermitrici(6)
- Martina Batini, schermitrice italiana (Pisa, n. 1989)
- Martina Criscio, schermitrice italiana (Foggia, n. 1994)
- Martina Emanuel, schermitrice britannica (Milano, n. 1985)
- Martina Favaretto, schermitrice italiana (Camposampiero, n. 2001)
- Martina Sinigalia, schermitrice italiana (Venezia, n. 1995)
- Martina Zacke, schermitrice tedesca (n. 1984)

## Sciatrici alpine(19)
- Martina Accola, ex sciatrice alpina svizzera (Davos, n. 1969)
- Martina Altenberger, ex sciatrice alpina austriaca
- Martina Augustin, ex sciatrice alpina tedesca (n. 1969)
- Martina Bühler, ex sciatrice alpina svizzera (n. 1986)
- Martina Dubovská, sciatrice alpina ceca (Třinec, n. 1992)
- Martina Ellmer, ex sciatrice alpina austriaca (n. 1958)
- Martina Ertl, ex sciatrice alpina tedesca (Bad Tölz, n. 1973)
- Martina Fortkord, ex sciatrice alpina svedese (Stoccolma, n. 1973)
- Martina Geisler, ex sciatrice alpina austriaca (n. 1986)
- Martina Koschuttnigg, ex sciatrice alpina austriaca (n. 1974)
- Martina Lechner, ex sciatrice alpina austriaca (n. 1978)
- Martina Osterried, ex sciatrice alpina tedesca (n. 1973)
- Martina Ostler, ex sciatrice alpina tedesca (n. 1998)
- Martina Perruchon, ex sciatrice alpina italiana (n. 1996)
- Martina Peterlini, sciatrice alpina italiana (Rovereto, n. 1997)
- Martina Rettenwender, ex sciatrice alpina austriaca (n. 1995)
- Martina Schild, ex sciatrice alpina svizzera (Brienz, n. 1981)
- Martina Vozza, sciatrice alpina italiana (Monfalcone, n. 2004)
- Martina Willibald, ex sciatrice alpina tedesca (n. 1999)

## Scrittrici(2)
- Martina Cole, scrittrice britannica (n. 1959)
- Martina D'Antiochia, scrittrice, cantante e attrice spagnola (Malaga, n. 2005)

## Scultrici(1)
- Martina Schettina, scultrice e artista austriaca (Vienna, n. 1961)

## Slittiniste(1)
- Martina Kocher, slittinista svizzera (Bienne, n. 1985)

## Soprani(1)
- Martina Arroyo, soprano statunitense (New York, n. 1937)

## Storiche dell'arte(2)
- Martina Bagnoli, storica dell'arte italiana (Bolzano, n. 1964)
- Martina Corgnati, storica dell'arte e critica d'arte italiana (Torino, n. 1963)

## Taekwondoka(1)
- Martina Zubčić, taekwondoka croata (Zagabria, n. 1989)

## Tenniste(6)
- Martina Capurro Taborda, tennista argentina (Avellaneda, n. 1997)
- Martina Caregaro, tennista italiana (Aosta, n. 1992)
- Martina Di Giuseppe, ex tennista italiana (Roma, n. 1991)
- Martina Müller, tennista tedesca (Hannover, n. 1982)
- Martina Suchá, ex tennista slovacca (Nové Zámky, n. 1980)
- Martina Trevisan, tennista italiana (Firenze, n. 1993)

## Triatlete(1)
- Martina Dogana, triatleta italiana (Valdagno, n. 1979)

## Tuffatrici(1)
- Martina Jäschke, tuffatrice tedesco orientale (Merseburg, n. 1960)

## Velociste(4)
- Martina Amidei, velocista italiana (Torino, n. 1991)
- Martina Giovanetti, velocista italiana (Trento, n. 1987)
- Martina Pretelli, velocista sammarinese (Borgo Maggiore, n. 1988)
- Martina Weil, velocista cilena (Santiago del Cile, n. 1999)